# Olympische Winterspiele 2018/Eisschnelllauf – 5000 m (Frauen)
Die 5000 m im Eisschnelllauf der Frauen bei den Olympischen Winterspielen 2018 wurden am 16. Februar 2018 um 20:00 Uhr Ortszeit (12:00 Mitteleuropäischer Zeit) im Gangneung Oval ausgetragen.
Olympiasiegerin wurde die Niederländerin Esmee Visser, die einen neuen Bahnrekord lief. Martina Sáblíková aus der Tschechischen Republik gewann Silber vor Natalja Woronina, die für die Olympischen Athleten aus Russland startete. Die Deutsche Claudia Pechstein erreichte bei ihren siebten olympischen Spielen den achten Rang.

## Bestehende Rekorde
| Weltrekord         | Martina Sáblíková ( Tschechien)  | 6:42,66 min | Salt Lake City | 18. Februar 2011 |
| Olympischer Rekord | Claudia Pechstein ( Deutschland) | 6:46,91 min | Salt Lake City | 23. Februar 2002 |

## Ergebnisse
| Rang | Athletin               | Land                             | Zeit (min) | Anmerkung |
| ---- | ---------------------- | -------------------------------- | ---------- | --------- |
| 1    | Esmee Visser           | Niederlande                      | 6:50,23    | TR        |
| 2    | Martina Sáblíková      | Tschechien                       | 6:51,85    |           |
| 3    | Natalja Woronina       | Olympische Athleten aus Russland | 6:53,98    |           |
| 4    | Annouk van der Weijden | Niederlande                      | 6:54,17    |           |
| 5    | Ivanie Blondin         | Kanada                           | 6:59,38    |           |
| 6    | Isabelle Weidemann     | Kanada                           | 6:59,88    |           |
| 7    | Maryna Sujewa          | Belarus                          | 7:04,41    |           |
| 8    | Claudia Pechstein      | Deutschland                      | 7:05,43    |           |
| 9    | Misaki Oshigiri        | Japan                            | 7:07,71    |           |
| 10   | Jelena Peeters         | Belgien                          | 7:10,26    |           |
| 11   | Carlijn Schoutens      | Vereinigte Staaten               | 7:13,28    |           |
| 12   | Nana Takagi            | Japan                            | 7:17,45    |           |